# Janez Levec (vojak)
Janez Levec, slovenski vojak, * 7. februar 1963, Logatec.

## Odlikovanja in priznanja
- srebrni znak usposobljenosti - vojaški reševalec
- zlati znak usposobljenosti - vojaški gorski vodnik
- srebrni znak usposobljenosti - vojaški alpinist
- bronasti znak usposobljenosti - vojaški gornik